# 中華人民共和國澳門特別行政區護照
中華人民共和國澳門特別行政區護照，簡稱澳門特區護照，是由中华人民共和国中央人民政府根据《中華人民共和國澳門特別行政區基本法》第一百三十九条授权澳门特区政府依法给持有澳门永久性居民身份证的中国公民签发的國際旅行證件。现由澳門身份證明局負責簽發。此外，中华人民共和国驻外国的外交代表机关、领事代表机关和外交部授权的其他驻外机关也可以办理签发澳门特别行政区护照和旅行证的事宜，但有严格的规定和周密的安排。
三中商母公司聯合出版集團旗下中華商務安全印務獲委託負責製作空白護照本。
根据2025年1月8日发布的亨利护照指数，中华人民共和国澳门特别行政区护照可免签证、落地签证或电子签证入境145个国家和地区，位居世界第31，与多米尼克护照并列。

## 規範
根據《中華人民共和國澳門特別行政區基本法》第一百三十九條的規定，中華人民共和國澳門特別行政區護照簽發給澳門特別行政區永久性居民中的中國公民；澳门特别行政区旅行证簽發給澳門特別行政區的其他合法居民，包括澳門特別行政區非永久性居民以及永久性居民中的非中國籍居民。持上述两种旅行证件前往世界各國和各地區有效，並載明持證人有返回澳門特別行政區的權利。
凡澳門特別行政區永久性居民中的中國公民，並持有澳門特別行政區永久性居民身份證，不論是否持有其他護照或旅行證件，皆可申請澳門特區護照。澳門特區護照封面為深綠色，內頁共有48頁。從護照封面至內頁上的文字均使用了中文、葡萄牙文及英文，是現時中華人民共和國（陸港澳）護照之中唯一標有除中、英文以外第三種語言（葡萄牙文）的護照。
護照當中備註頁（舊版護照在第四頁，而新版電子護照則在第一頁）印有持證人的右手食指指紋及附加照片，這種做法在世界上其他國家的護照中是較為少見的，因此亦增加了澳門特區護照的防偽性。但正是指紋識別等一系列措施而令持證人在海外時不能直接透過中華人民共和國駐當地機構補領或續期。持證人需要自行購買銀行本票及把申請資料自行寄回澳門身份證明局，以及自行提供收件地址。除了不能使用到中國駐外機構交收件的便利，更要承受更大的資料竊漏及寄失的風險。

## 申請說明

### 申請資格
滿足下列所有條件者，可申請澳門特別行政區電子護照： 
- 是澳門特別行政區的永久性居民中的中國公民；
- 持有澳門特別行政區永久性居民身份證。[6]

### 須遞交的文件
- 澳門特別行政區永久性居民身份證正本；
- 特定規格的相片，背景為白色的吋半彩色正面免冠近照一張，或者從一戶通 “我的照片”中選取照片；
- 澳門特別行政區旅行證，如持有；
- 如續期，原有的澳門特別行政區電子護照；
- 如不能遞交原有的澳門特別行政區旅行證，或原有的澳門特別行政區電子護照，須遞交報失紙；
- 如申請人未滿十八歲，父母雙方或監護人身份證明文件的副本。父母雙方或監護人須在申請表上簽名；
- 護照以個人護照的形式發出。[7]

如申請人在澳門，須親自到澳門身份證明局提出申請。

### 收費
- 收費為澳門幣430元。
- 加快另收澳門幣150元。
- 因下列情況導致無經濟能力支付有關費用者，可向本局申請豁免收費：

| 類別 | 所需文件                                                                                                |
| ---- | --- |
| 失業 | 1. 由申請人簽署聲明書，聲明其處於失業狀況，並知悉如作虛假聲明將觸犯刑法； 2. 提交勞工事務局的就業登記。 |
| 貧困 | 1. 由申請人簽署要求豁免費用的申請書； 2. 提交由社會工作局發出的有效的受益人卡正副本。                   |
| 殘疾 | 1. 由申請人簽署聲明書，聲明其無經濟能力； 2. 提交由社會工作局發出的有效的殘疾評估登記證正副本。         |

- 如不能遞交原有的旅行證件或因證件損毀而要求更換旅行證件的，需繳付的額外收費如下： 
  - 第一次：加收澳門幣150元
  - 第二次：加收300元
  - 第三次：加收600元
  - 第四次：加收1200元
  - 第五次或以上：加收2400元

### 領取日期
- 普通申請10個工作日可領取。
- 加快申請2個工作日可領取。

注意： 
1. 上述領取日期是由身份證明局收到申請及所需之文件齊備之翌日起計算。在特殊情況下，身份證明局可調整上述時間。
2. 如前一本旅行證件因損毀、被竊或已遺失，補辦新旅行證件發出的期間最長可延至60日，在此情況下將不接受加快的申請。如確有必要，需以書面向身份證明局提出並遞交合理證明文件，身份證明局將在2個工作天內回覆。

## 護照樣式和印製工藝

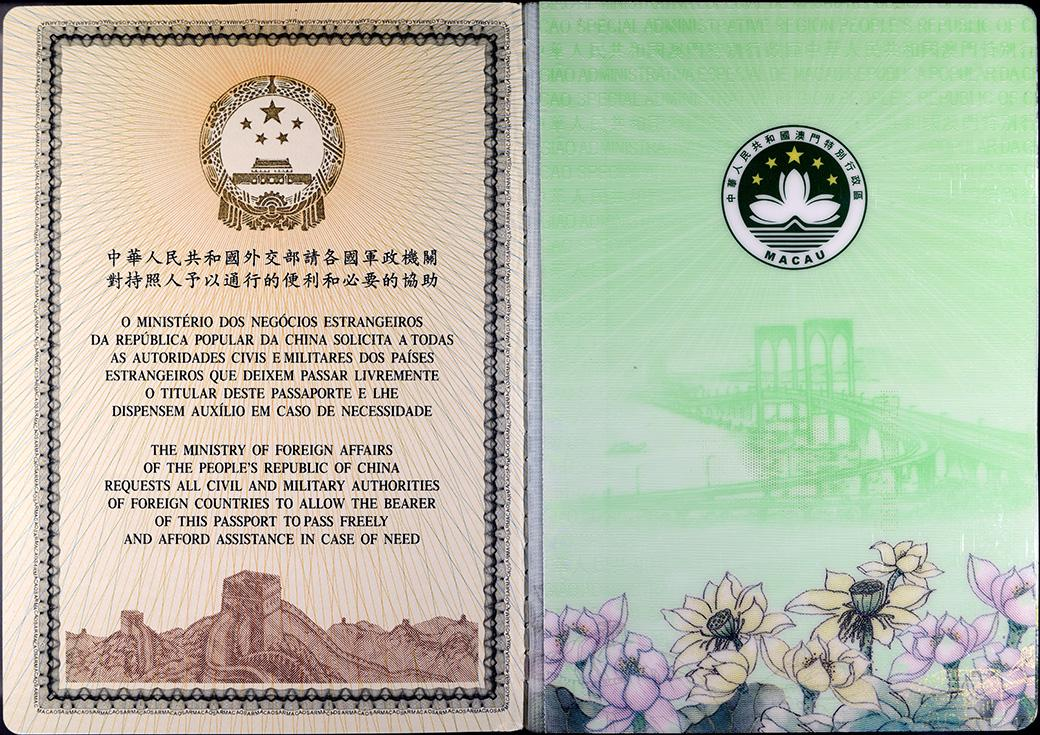
2019年發行的澳門特區護照請求頁及個人資料頁背面

澳門特別行政區護照規格為 125 × 88 毫米（mm）（ISO 7810 ID-3），48頁。護照使用中文繁體字、葡文和英文三種文字，封面為深綠色軟皮，印有中華人民共和國國徽的燙金圖案和護照中、葡、英文全稱的燙金文字。護照中文全稱為「中華人民共和國，澳門特別行政區，護照」，葡文全稱為，英文全稱為。
護照封面內頁為「請求頁」：
中華人民共和國外交部請各國軍政機關對持照人予以通行的便利和必要的幫助

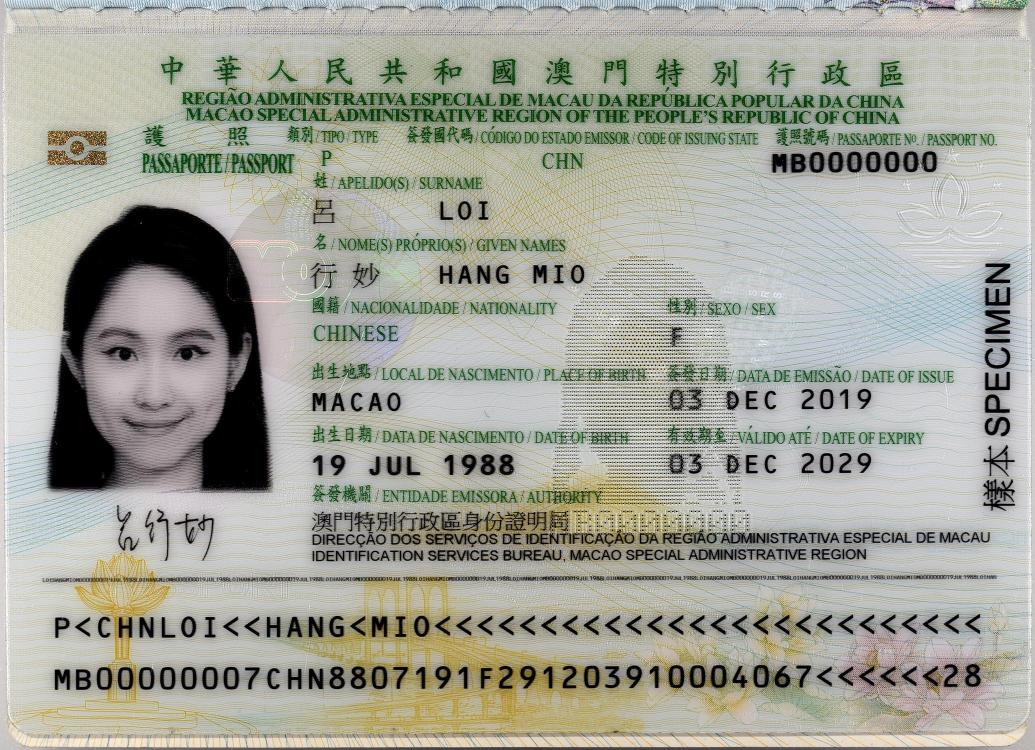
2019年版澳門護照個人資料頁

持證人的資料及相片，使用激光刻蝕技術刻寫在個人資料頁上。個人資料頁采用電腦可讀形式，護照機讀區設在個人資料頁下方。個人資料頁各欄目的填寫方式為：
- 「類別／Tipo／Type」：「P」（預印字樣）、「簽發國代碼／Código do estado emissor／Code of Issuing State」：「CHN」（預印字樣）、「護照號碼／Passaporte n°／Passport No.」
- 「姓／Apelido(s)／Surname」、「名／Nome próprio(s)／Given names」（上下各兩行，先中文後葡文）
- 「國籍／Nacionalidade／Nationality」：「CHINESE」（預印字樣）
- 「出生日期／Data de nascimento／Date of birth」、「簽發日期／Data de emissão／Date of issue」和「有效期至／Válido até／Date of expiry」三項，按：日、月、年（日期為2位數，年份為4位數；月份以英文字母3位元表示）
- 「性別／Sexo／Sex」：使用英文縮寫，男為「M」，女為「F」
- 「出生地點／Local de nascimento／Place of Birth」：
  - 持照人若在澳門出生的，以英文「MACAO」表示，在香港出生的，則以英文「HONG KONG」表示；在中國內地出生，以省級行政區名稱的漢語拼音表示；
  - 持照人若在外國出生，則寫上英文國名。如馬來西亞出生則為MALAYSIA，美國出生則為USA。
- 「簽發機關／Authority」：「澳門特別行政區身份證明局」、「DIRECÇÃO DOS SERVIÇOS DE IDENTIFICAÇÃO DA REGIÃO ADMINISTRATIVA ESPECIAL DE MACAU」、「IDENTIFICATION SERVICES BUREAU, MACAO SPECIAL ADMINISTRATIVE REGION」

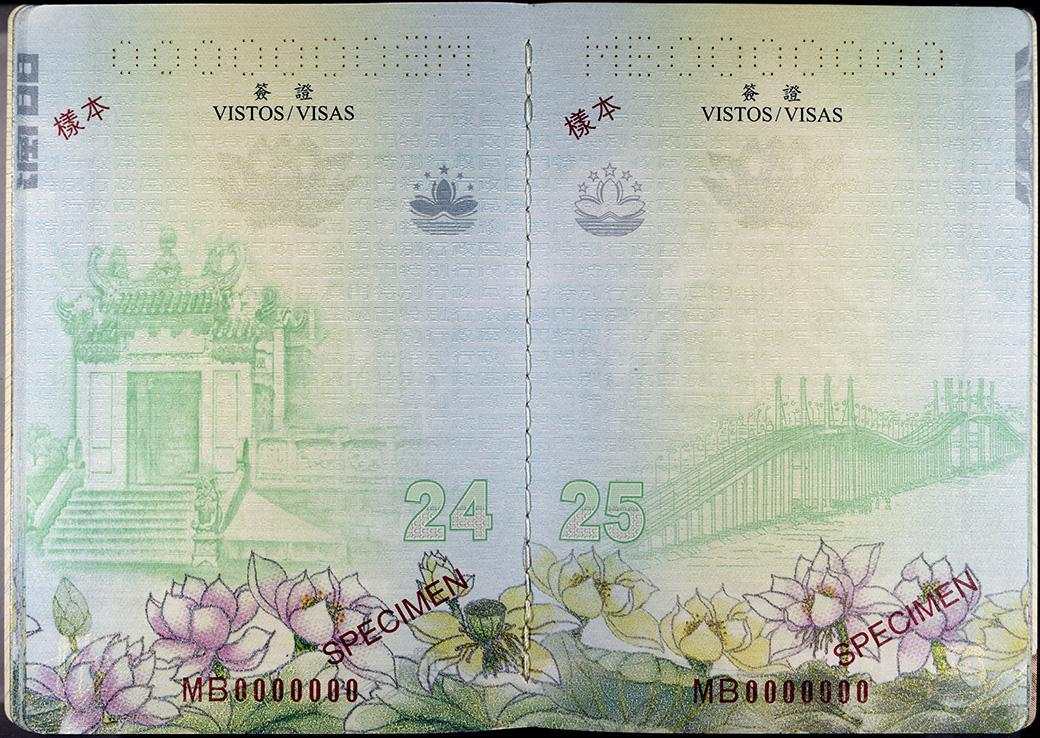
2019年版澳門護照簽證頁

### 備註及說明
護照的備註頁上，印上由持照人英文姓名、身份證號碼及出生日期微縮字組成的持證人相片。由中國駐外國的外交代表機關、領事機關和外交部授權的其他駐外機關簽發的護照，備註頁上也有适当加注。
護照的說明頁上，預印以下文字：
| 一、本護照的簽發、換發、補發、及加注由中華人民共和國澳門特別行政區政府、中華人民共和國駐外國的外交代表機關、領事機關和外交部授權的其他駐外機關辦理。 |

| 二、本護照持有人爲澳門特別行政區永久性居民中的中國公民，有澳門特別行政區的居留權和返回澳門特別行政區的權利。 |

| 三、除另有注明外，本護照有效期爲十年。如本護照發給年齡在十八週歲以下兒童，其有效期一般爲五年。本護照期滿或護照簽證頁用完，須換領新護照。 |

| 四、本護照爲重要身份證件，應妥爲保存使用，不得損毀、塗改、轉讓。護照遺失或損毀應立即向最近的護照簽發機關和當地警察或公安機關報告。 |

## 護照版本

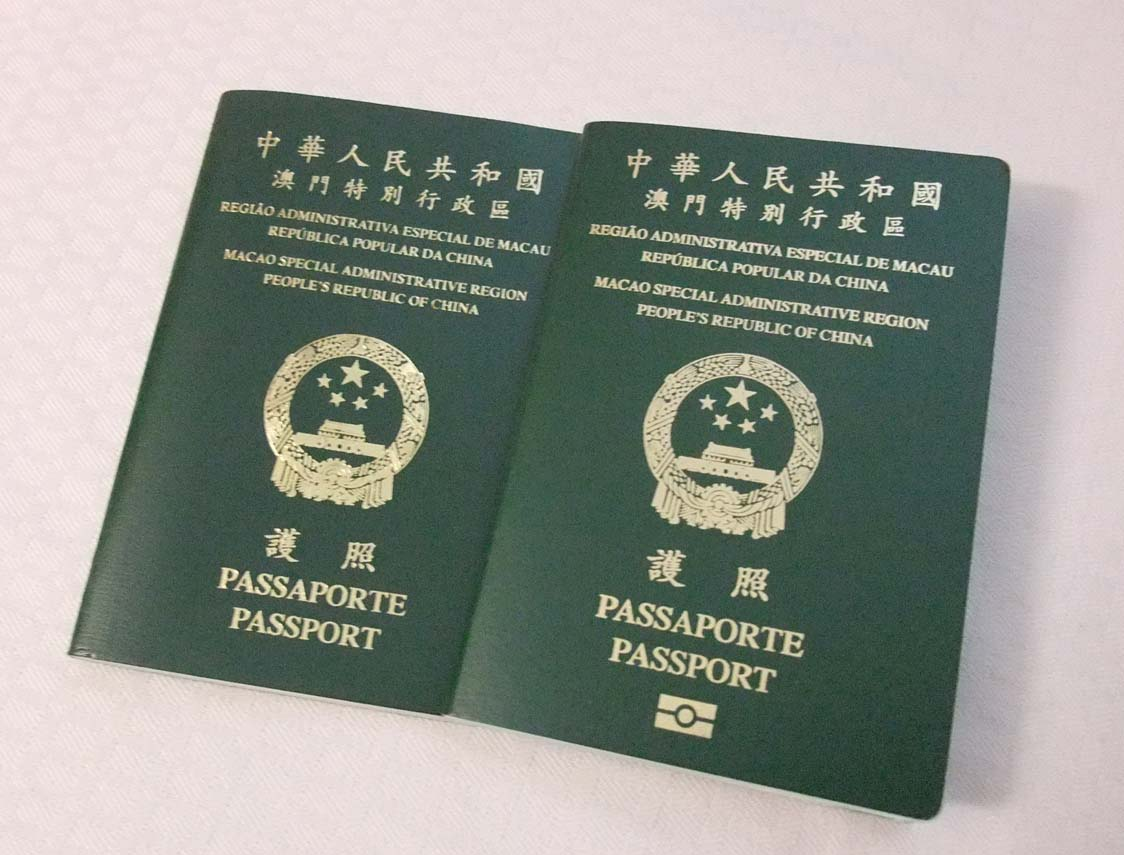
2009年9月1日起簽發的新版澳門特區電子護照（右）與舊版特區護照（左）

### 第一版特區護照 (1999年)

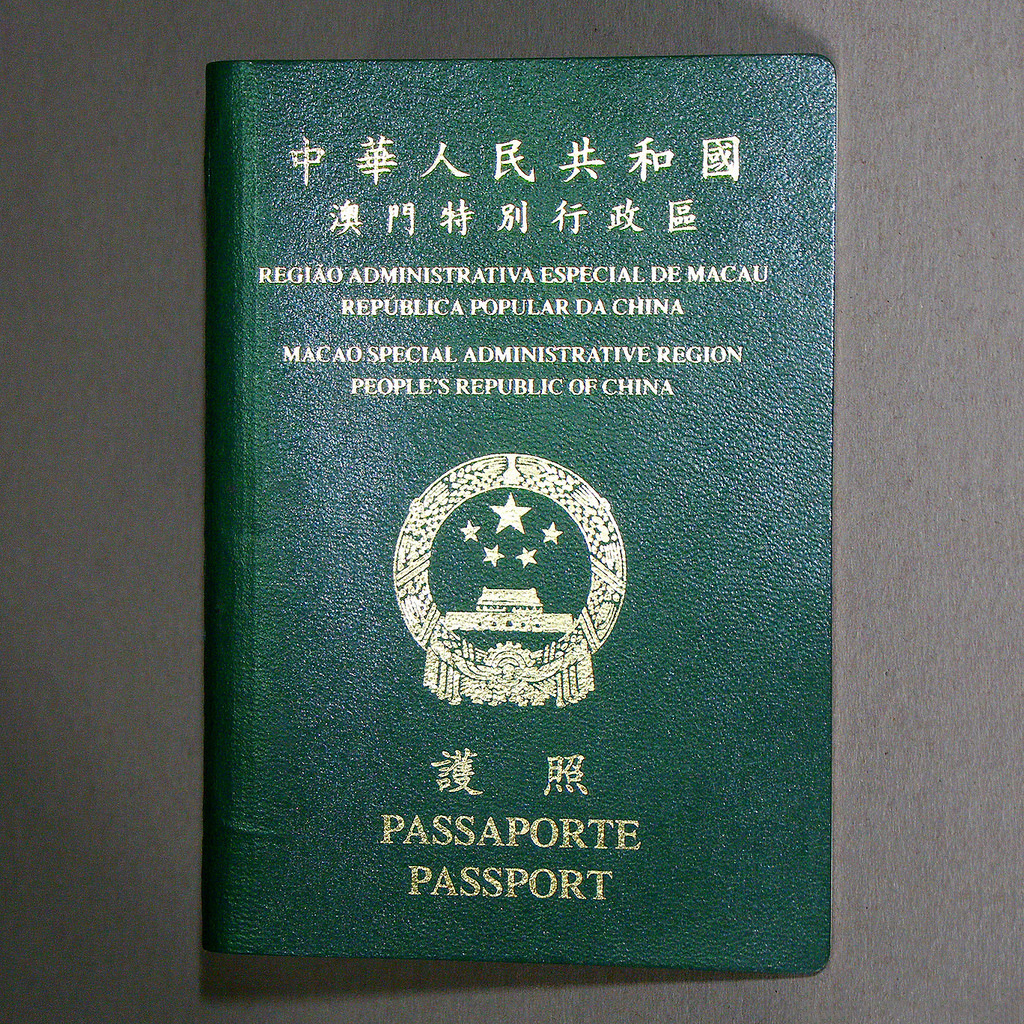
Macao SAR Passport (1999 version)

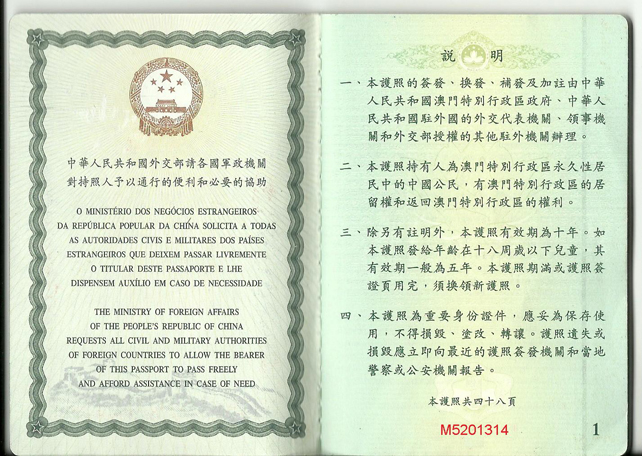
1999年發行的澳門特區護照請求頁及中文說明頁

- 內頁採用印有長城水印圖案的專用紙張，有彩虹底紋，浮雕形蓮花圖案。
- 護照封二為請求頁（標註：「中華人民共和國外交部請各國軍政機關對持照人予以通行的便利和必要的幫助」）；第1、2、3頁分別為中、葡、英文說明頁；第4、5頁備註頁，第6至47頁為簽證頁，第48頁為應急資料和持照人簽名頁；封三為個人資料頁。
- 護照在簽發時，除在資料頁上打印持有人照片和個人資料外，還將在證件的備註頁上加註持有人的身份證號碼、照片和指模等內容。

#### 過渡制度
根據第9/1999號行政法規簽發的中華人民共和國澳門特別行政區旅行證件仍維持有效，直至有關有效期屆滿為止，且不妨礙根據下條所指行政法規的規定進行更換。

#### 認別
1999年發行的護照，以一個字母及七個數字所組成的編號作認別。

#### 姓名的登載
- 如申請人的澳門特別行政區永久性居民身份證上載有多於一個姓名，在護照印有個人資料的封底內頁上，只登載其首個姓名，其他姓名於備註頁內登載。
- 在申請人的要求下，可在護照印有個人資料的封底內頁上登載不同於首個姓名的另一個姓名。

#### 過渡制度
在本行政法規生效前，在澳門發出的《葡萄牙給外國人護照》繼續有效，但不妨礙依據“護照替換”所規定進行的替換。

### 第二版特區護照（2009年）

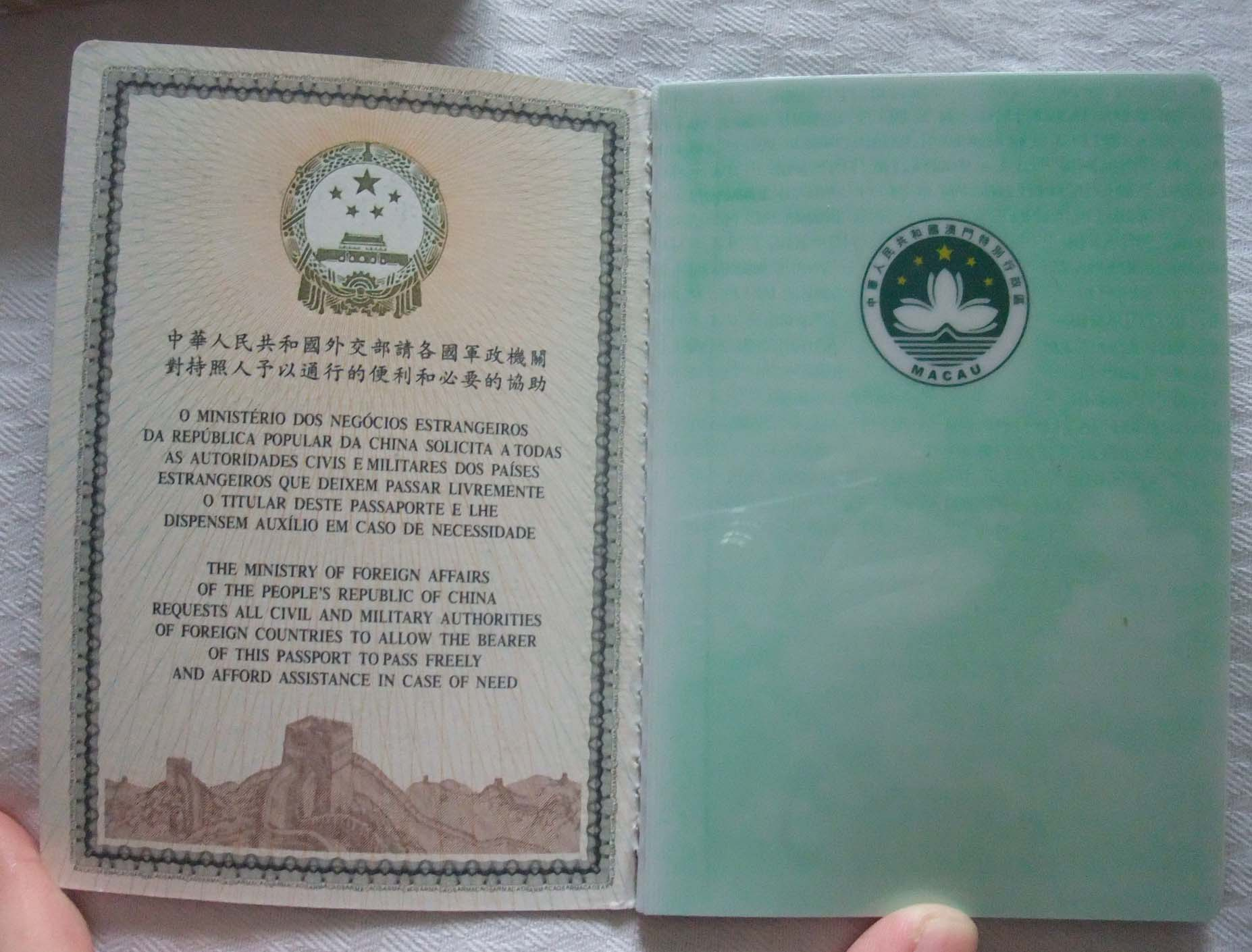
2009年發行的澳門特區護照請求頁及個人資料頁背面

2009年9月1日起，身份證明局換發第二版電子護照及電子旅行證件。加入了電子個人資料晶片及多項防偽特徵。

#### 認別
2009年起發行的護照，以兩個字母及七個數字所組成的編號作認別。

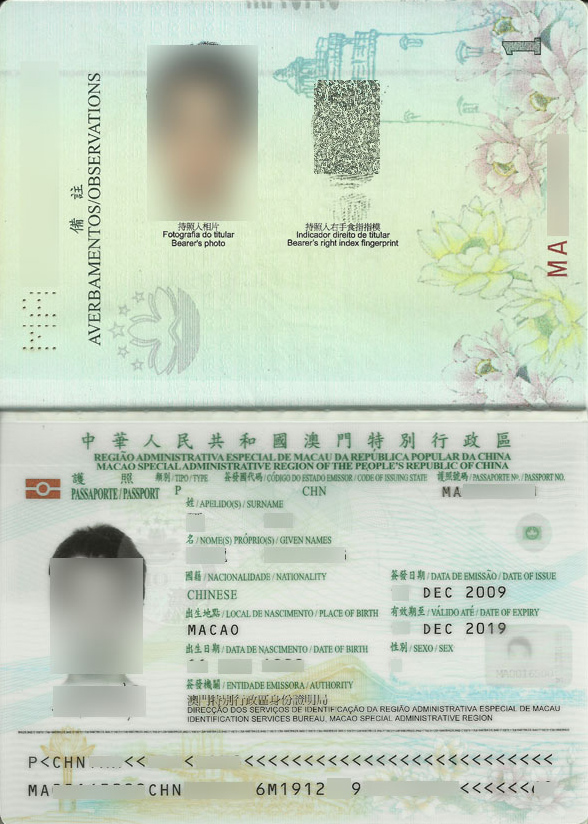
2009年發行的澳門特區護照備註頁及個人資料頁

#### 特徵
- 一) 護照附有集成電路。
- 二) 集成電路內載有操作系統及持證人的個人資料。

#### 電子護照與前版護照主要區別
- 封面用字上由原先的「特別」更動為「特别」，即「别」（刀字部加另字）；惟內頁仍用「別」（刀字部加另字不出頭）。
- 頁面作出了調動：新版電子護照封頁內頁為「請求頁」，第1、2頁為「備註頁」；第45、46、頁分別為中、葡、英「說明頁」；第48頁為「應急資料和持照人簽名頁」；「個人資料頁」獨立編製在「請求頁」及「備註頁」之間。
- 封面底部、「個人資料頁」左上方加上了「電子旅行證件」的標誌；
- 電子護照內充滿澳門文化特色，加入了世界文化遺產（澳門歷史城區）作為主題；
護照內頁改為：加入大三巴、松山燈塔、媽閣廟、三條澳氹大橋及特區區花蓮花等圖案。；
- 「個人資料頁」右方加印一幅多種圖像印刷的持照人相片（與澳門特區智能身份證相同）；
- 「個人資料頁」主題圖案設計，由蓮花改為嘉樂庇總督大橋（澳氹大橋）；
- 「個人資料頁」機讀區背景圖案為西灣大橋及金蓮花廣場；
- 第一頁印有以個人資料微縮字體組成的持照人相片。

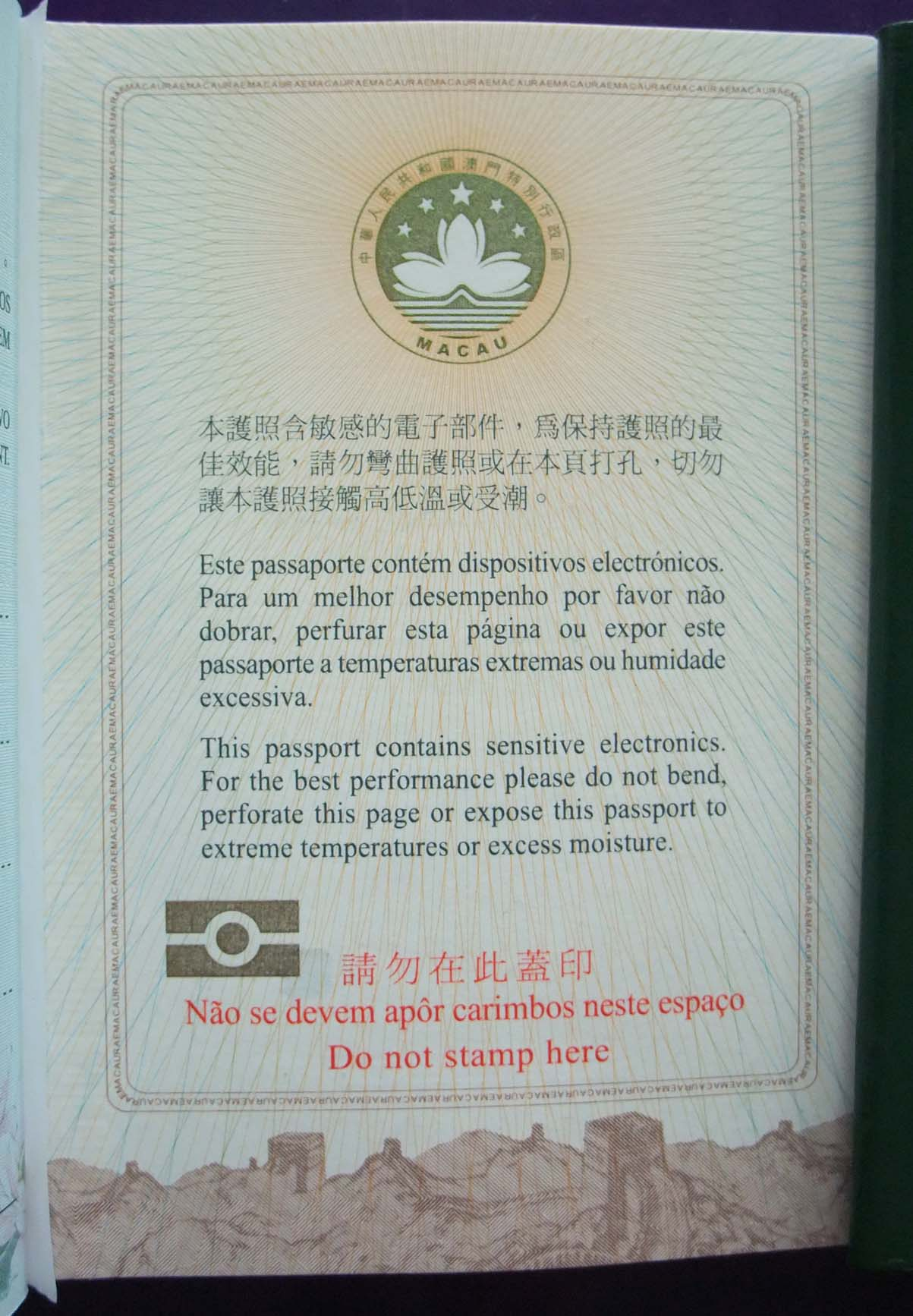
澳門特別行政區電子護照封底（2009年9月1日起簽發）

- 封底則內置非接觸式晶片，以數碼方式儲存持證人的個人資料、容貌影像和右手指紋，並印有以下說明：

本護照含敏感的電子部件，為保持護照的最佳效能，請勿彎曲護照或在本頁打孔，切勿讓本護照接觸高低溫或受潮。

請勿在此蓋印
Não se devem apôr carimbos neste espaço
Do not stamp here

#### 護照內所載的資料
- 一、旅行證件集成電路內載有下列資料：

1. 第一款 (1) 至 (13) 項所指的旅行證件上的可見資料；
2. 持證人右手食指和左手食指指紋，如持證人年滿五周歲；
3. 澳門特別行政區居民身份證的編號；
4. 身份證明局用於防止偽造證件、非法更改或讀取資料的旅行證件數碼證書及密碼匙。

- 二、如上款 (2) 項所指的右手食指指紋因持證人沒有右手食指而不能取得，或不能清晰辨認，則用右手另一隻手指代替，
依次為：右手拇指、右手中指、右手無名指。
- 三、如第三款 (2) 項所指的左手食指指紋因持證人沒有左手食指而不能取得，或不能清晰辨認，則用左手另一隻手指代替，
依次為：左手拇指、左手中指、左手無名指。
- 四、如第四款及第五款所指的指紋均無法取得，則集成電路內相應位置留空。

- 澳門特區護照並無特別標註持證人之身份證號碼，只隱藏記載於光學閱讀代碼第二行右方和新版電子護照第一頁(備註頁)中以個人資料微縮字體組成的持照人相片內。

### 第三版特區護照（2019年）
2019年12月3日起，身份證明局換發新版電子護照及電子旅行證件。與前版護照主要區別如下：
1. 鐳射穿孔技術：持證人的相片以鐳射穿孔技術射印於資料頁上，鐳射穿孔圖像下為持證人的旅行證件號碼。
2. 凹凸防偽圖案：澳門特區區徽、蓮花圖案及「PASSPORT」（在護照上）或「TRAVEL PERMIT」（在旅行證上）字樣具有凹凸手感。
3. 透明全息圖：光學防偽標籤，從不同角度下可看到彩色背景、長城浮水印、微縮文字、澳門特區區徽的動態效果及文字「澳門」與「MO」彈出輪廓和移動效果。
4. 扇形展開後的效果：旅行證件本子側頁邊向左呈扇形展開時，可見到「澳門」字樣，向右展開則見到蓮花圖案及「MACAU」字樣。

## 签证待遇
根據澳門特別行政區身份證明局官方網頁顯示，澳門特區護照獲得多個國家或地區以免簽證或落地簽證方式前往該地。有部份國家（如一些大洋洲的小島國）一直採取寬鬆的入境政策，只要持有效期不少於一定期（一般為六個月）的旅遊證件，不論是任何國家、地區、國籍、種類的護照都能以免簽證或落地簽證入境。
截至2021年，阿森松島是目前少數公開表明拒絕澳門特別行政區護照持有者入境的地區之一。該島常駐人員主要為衛星、海底光纜、美英空軍基地等工作人員約1000人，尚無旅遊業。